# Kristinebergs båtklubb
Kristinebergs Båtklubb KBK är en ideell förening för motorbåtsentusiaster i Stockholm. Klubben främjar båtliv och kamratskap genom att anordna gemensamma aktiviteter. Klubben, som bildades 26 augusti 1924, är ansluten till Saltsjön-Mälarens Båtförbund (SMBF) och därigenom till Svenska Båtunionen (SBU). Hamnen är belägen mellan Kristineberg och Fredhäll på Kungsholmen och varvet är beläget i Margretelund invid Ulvsundaviken i Bromma.

## Historia
Då Kristinebergs Båtklubb bildades låg hamnen på samma plats som idag, men med en brygga som inte längre finns kvar. Där det idag går en gång och bilväg till hamnen och vidare under Tranebergsbron gick en naturlig strandlinje. Utefter strandlinjen låg en brygga som slutade strax innan den nuvarande Tranebergsbrons brofäste. Bryggan ägdes på den tiden av Carl Jansson, som i sin tur hyrde strandområdet av Stockholms Stad. Carl Jansson ägde bryggan och hyrde ut båtplatser till båtägare.
Den 24 augusti 1924 samlades 23 av de 29 båtägare, som vid tiden hade båtar vid Carl Janssons brygga, för ett första möte. Under mötet fattades beslut om att bilda en gemensam båtklubb. I samband med båtklubbens bildande köptes även bryggan loss av Carl Jansson för 200kr. Klubbens namn, Kristineberg Båtklubb KBK, mössmärke samt standert fastställdes först den 11 september 1924. Den 4 november 1924 tillsattes Kristinebergs Båtklubbs första styrelse, bestående av:
- G. Brohlin (ordförande)
- K.G. Ahlin (kassör & hamnfogde)
- C.J. Nordström (sekreterare)
- A. Larsson (suppleant)
- C. Jansson (suppleant)
- E. Eriksson (suppleant)

Vad är den svenska båtklubbens "själ"? Basen är naturligtvis båtintresset och båtinnehavet, att med gemensamma medel och gemensamt arbete göra det möjligt att för vanliga människor att till en överkomlig kostnad ha båt och utöva båtlivet. Men bilden vore ofullständig om man också inte nämnde någonting annat - det starka ideella inslaget, utan vilken båtklubbarna hade blivit rena bryggföreningar. Att beskriva en klubbs historia blir därför ofta missvisande, eftersom man där som regel tar fasta på bryggor, klubbhus öar och sådant. Klubbens historia nutid och framtid är dock dess medlemmars. Och ändå hänger allt detta ihop. Mycket av det som gjorts, byggts och anskaffats igenom klubbens historia är sådant som många inte trott att människor med ofta mycket begränsade tillgångar över huvud taget skulle mäkta med. Men entusiasm, gott humör, offervilja, uppfinningsrikedom och tro på den egna förmågan har det omöjliga oftast blivit möjligt. På så sätt kan Kristinebergs Båtklubb, liksom de flesta båtklubbar, gott sägas vara en bild av det moderna Sverige. - Kristinebergs Båtklubb (Båtliv 1999)

## Klubbholmen
Klubbens första "holme" var Edeby udde vid Fiskarfjärden mellan 1925 och 1927. Sedan 1933 har Kristinebergs Båtklubbs klubbholme varit Skansholmen som är belägen vid Lövstafjärden i Mälaren. Kristinebergs Båtklubb är markägare sedan 1969 då köpet avslutades. Ön är ett naturreservat sedan 1974 och är 2 hektar till ytan. Köpet av klubbholmen finansierades delvis genom försäljning av lotter till så kallade lottbåtar.

## Varvsområde
Kristinebergs Båtklubbs vintervarvsområde invid Ulvsundaviken i Bromma anlades redan 1936 och omfattar bryggor, slip med slipvagn samt täckta uppläggningsskjul för vinterförvaring av motorbåtar. Skjulen började byggas på 1950-talet då en framsynt generation beslöt att uppföra permanenta, garageliknande skjul, där båtarna kan förvaras under tak över vintern. På varvsområdet finns också en raststuga, ett vinterbonat toalettrum och en miljöstation för omhändertagande av miljöfarligt avfall. Ulvsundaviken är tätt kantad av fritidsbåtsklubbar, varav Kristinebergs Båtklubb är den enda i sällskapet som enbart består av motorbåtar.